# Louis Champion de Cicé
Louis Armand Champion de Cicé MEP (* 24. September 1648 auf der Burg Cicé in Bruz; † 1. April 1727 in Ayutthaya, Siam, heute Thailand) war ein französischer Missionar und Geistlicher.
Champion de Cicé stammte aus einer bretonischen Adelsfamilie und wurde am Pariser Priesterseminar der Sulpizianer ausgebildet und 1674 in die Irokesenmission in Kanada geschickt. Dort widmete er sich vor allem dem Volk der Oneida. Aus familiären Gründen wurde er 1681 nach Paris zurückgerufen. Er verließ die Sulpizianer und trat der Pariser Mission bei. Am 6. April 1682 brach er zur Mission nach China auf.
Papst Innozenz XII. ernannte ihn am 19. Januar 1700 zum Apostolischen Vikar von Siam und zum Titularbischof von Zabulon. Am 2. Januar 1701 spendete ihm Louis-Marcel de Coëtlogon-Méjusseaume, Bischof von Saint-Brieuc, die Bischofsweihe. Mitkonsekratoren waren Jean-Baptiste de la Croix Chevrière de St. Vallier, Bischof von Québec, und Louis Thomas d’Acquin, Bischof von Sées.
Seine Neffen Jérôme Champion de Cicé und Jean-Baptiste Champion de Cicé waren ebenfalls Bischöfe.